# Anthias menezesi
Az Anthias menezesi a sugarasúszójú halak (Actinopterygii) osztályának sügéralakúak (Perciformes) rendjébe, ezen belül a fűrészfogú sügérfélék (Serranidae) családjába tartozó faj.

## Előfordulása
Az Anthias menezesi elterjedési területe az Atlanti-óceán délnyugati részén, azaz Dél-Amerika keleti partjai mentén található meg. Brazília északi partjaitól, egészen Uruguayig sokfelé fellelhető ez a sziklasügérfaj.

## Megjelenése
Ez a halfaj általában 16,7 centiméter hosszú, de akár 28 centiméteresre is megnőhet. A hátúszóján 15-16, míg a farok alatti úszóján 7 sugár van.

## Életmódja
Az Anthias menezesi trópusi, mélytengeri halfaj, amely 160-260 méteres mélységben tartózkodik. A mélyebben fekvő korallzátonyokat választja élőhelyéül.